# キャスリン・ビグロー
キャスリン・アン・ビグロー（Kathryn Ann Bigelow, 1951年11月27日 - ）は、アメリカ合衆国の映画監督。SF・アクション・ホラーなど幅広いジャンルの作品を撮っている。史上初の女性によるアカデミー監督賞受賞者。

## 来歴・人物
カリフォルニア州サンマテオ郡サン・カルロス出身。父は塗装工場を経営し、母はノルウェー系で図書館司書。同州フラートンのサニー・ヒルズ高校卒業。
初期は現代アーティストとして活動し、1972年にサンフランシスコ・アート・インスティテュートを卒業後、ホイットニー美術館の学習プログラムに進み、リチャード・セラやローレンス・ウェイナーといった有名アーティストの下で学んだ。若い頃はロバート・ラウシェンバーグとも活動し、作曲家のフィリップ・グラスと共にマンハッタンの中古アパートをリノベーションして販売する事業を手がけたこともある。
その後コロンビア大学芸術大学院に入学し、映画理論と批評を学ぶ。在学中の1978年に短編映画『The Set-Up』で映画監督デビューし、当時教授だったミロス・フォアマンの好評を得、修士号の一部として提出した。1981年に初の長編『ラブレス』を制作。この頃GAPの広告モデルも務める。1989年にジェームズ・キャメロンと結婚したが、1991年に離婚した。
元夫キャメロンの小説を原作にした1995年の『ストレンジ・デイズ/1999年12月31日』は、1万5千人のエキストラを動員した大作だったが、制作費4,200万ドルに対し興行収入800万ドルという歴史的赤字となってしまう。2002年の『K-19』も制作費1億ドルに対し国内興行収入3,500万ドルとまったく振るわなかった。
イラクでの爆発物処理班の任務を描いた2009年の『ハート・ロッカー』は、制作費1,500万ドルの低予算映画ながらヴェネツィア国際映画祭で高い評価を受ける。本作は同年度公開となった元夫キャメロンの『アバター』と賞レースを争い、第82回アカデミー賞でも大きな話題となったが、結果的に『ハート・ロッカー』が作品賞、監督賞、オリジナル脚本賞、編集賞、音響編集賞、録音賞の6部門を制し、ビグロー自身も史上初の女性による監督賞受賞という快挙を成し遂げた。

## フィルモグラフィ

### 長編映画
| 年   | 題名                                           | クレジット | 備考                               |
| ---- | ---------------------------------------------- | ---------- | ---------------------------------- |
| 1982 | ラブレス The Loveless                          | 監督・脚本 | モンティ・モンゴメリーとの共同監督 |
| 1987 | ニア・ダーク/月夜の出来事 Near Dark            | 監督・脚本 |                                    |
| 1990 | ブルースチール Blue Steel                      | 監督・脚本 |                                    |
| 1991 | ハートブルー Point Break                       | 監督       |                                    |
| 1995 | ストレンジ・デイズ/1999年12月31日 Strange Days | 監督       |                                    |
| 2000 | 悪魔の呼ぶ海へ The Weight of Water             | 監督       |                                    |
| 2002 | K-19 K-19: The Widowmaker                      | 監督・製作 |                                    |
| 2008 | ハート・ロッカー The Hurt Locker               | 監督・製作 |                                    |
| 2012 | ゼロ・ダーク・サーティ Zero Dark Thirty        | 監督・製作 |                                    |
| 2015 | カルテル・ランド Cartel Land                   | 製作総指揮 | ドキュメンタリー                   |
| 2017 | デトロイト Detroit                             | 監督・製作 |                                    |
| 2019 | トリプル・フロンティア Triple Frontier         | 製作総指揮 | Netflixオリジナル映画              |
| TBA  | Untitled White House's Thriller Movie          | 監督       | Netflixオリジナル映画              |

### 短編映画
- Mission Zero (2007) 企業PRのネット映画、監督
- Last Days (2014)アニメ、監督・製作
- The Protectors (2017)VRドキュメンタリー、監督・製作、イムラーン・イスマイルとの共同監督作品
- I Am Not A Weapon (2018)ドキュメンタリー、監督・製作、ディオンヌ・サーシーとの共同監督作品

### テレビシリーズ
- ワイルドパームス Wild Palms (1993) ミニシリーズ、第3話監督
- ホミサイド/殺人捜査課 Homicide: Life on the Street (1998-1999) 第6シーズン第22・23話、第7シーズン第20話監督
- Karen Sisco (2004) 第1シーズン第10話監督